# Salvatore Oppes
Salvatore Oppes (né le 2 novembre 1909 à Pozzomaggiore et mort en 1987 à Buenos Aires) est un cavalier italien.

## Biographie
Salvatore Oppes est membre de l'équipe olympique d'Italie de saut d'obstacles qui est médaillée d'argent aux Jeux olympiques d'été de 1956 à Melbourne (l'épreuve d'équitation se déroulant à Stockholm).